# Credera Rubbiano
Credera Rubbiano je italská obec v provincii Cremona v oblasti Lombardie.
V roce 2012 zde žilo 1 647 obyvatel.

## Sousední obce
Capergnanica, Casaletto Ceredano, Cavenago d'Adda (LO), Moscazzano, Ripalta Cremasca, Turano Lodigiano (LO)

## Vývoj počtu obyvatel
Zdroj: 